# Vielfraßschnecken
Die Vielfraßschnecken (Enidae), von manchen Autoren auch als Turmschnecken bezeichnet, sind eine artenreiche Familie aus der Unterordnung der Landlungenschnecken (Stylommatophora). Allein für Europa listet die Fauna Europaea 176 Arten.

## Merkmale
Die Gehäuse sind klein bis mittelgroß (4 bis 20 mm hoch) und hochkonisch, oder fast zylindrisch mit etwa fünf bis über zehn Windungen. Der Mündungsrand ist häufig modifiziert, meist nach außen gebogen oder umgeschlagen und verdickt, und eine Mündungslippe bildend. Vom Mündungsrand können (bis zu sieben) Zähne in die Mündung hineinragen; die Zähne sind stumpfe Verdickungen der Mündungslippe. Die Gehäuse sind meist einfarbig; die Farben reichen von weißlich, gelblich und hornfarben bis zu braun und rötlichbraun. Sehr selten kommen auch zweifarbige Gehäuse vor. Einige Arten tarnen ihre Gehäuse mit Kot und Detritus, die auf die Oberfläche geklebt werden.
Im männlichen Teil des Geschlechtsapparates mündet der Samenleiter (Vas deferens) in den mehr oder weniger langen, und mehr oder weniger dicken Epiphallus. An der Einmündung des Samenleiters in den Epiphallus ist meist ein mehr oder weniger langes Flagellum ausgebildet, zusätzlich kann ein Blindsack (Epiphalluscaecum) vorhanden sein. Am Übergang Epiphallus/Penis ist ein mehr oder weniger langer Blindsack (Peniscaecum) ausgebildet. Der Penis ist im Verhältnis zum Epiphallus mehr oder weniger lang, und unterschiedlich dick. Immer vorhanden ist ein strukturierter, sehr langer Penisappendix. Der Retraktormuskel teilt sich am Ende in zwei Stränge auf, die am Penis, Penisappendix oder Epiphallus ansetzen. Der freie Eileiter (Ovidukt) und die Vagina sind im Verhältnis zueinander meist sehr unterschiedlich lang. Die Vagina ist aber nicht angeschwollen. Die Spermathek ist immer lang bis sehr lang, und es ist fast immer ein mehr oder weniger langes bis sehr langes Divertikel vorhanden.

## Geographische Verbreitung, Lebensraum und Lebensweise
Die Familie ist paläarktisch verbreitet. Das Diversitätszentrum der Familie liegt in Südosteuropa und Vorderasien. Das Verbreitungsgebiet reicht von den atlantischen Inseln (Azoren, Kanarische Inseln und Madeira) im Westen bis nach Japan im Osten. Im Norden dringen einige Arten bis nach Südengland, Mitteldeutschland, Litauen und Mittelrussland vor, im Süden bis Nordafrika, die Arabische Halbinsel, Kaukasus und Zentral- und Südostasien.
Die Arten der Familie leben als Waldschnecken auf Bäumen, in Trockengebieten als Bodenwühler oder an Felsen. Sie ernähren sich von welkem Pflanzenmaterial und Detritus.

## Taxonomie und Nomenklatur
Die Nomenklatur dieser Familie ist äußerst verwirrend. Bereits im Jahr 1880 schlug Wilhelm Kobelt eine Familie basierend auf der Gattung Buliminus vor. Der daraus resultierende Familienname Buliminidae ist jedoch bereits für eine Familie der Foraminifera vergeben. Daher ist heute der Name Enidae B. B. Woodward, 1903 für diese Familiengruppe gültig, der auch die Gattung Buliminus Beck, 1837 mit einschließt. In einer Entscheidung der Kommission für zoologische Nomenklatur wurde der emendierte Name Buliminusidae verfügbar gemacht, hat jedoch keinen Vorrang über Enidae. Er kann aber für eine Unterfamilie Buliminusinae innerhalb der Enidae benutzt werden. Unabhängig davon emendierte Schileyko (1998) den (Unter-)Familiennamen Bulimininae zu Buliminuinae. Auch der deutsche Trivialname Vielfraßschnecken ist umstritten. Jungbluth und von Knorre (2008) schlagen für diese Familie den deutschen Trivialnamen Turmschnecken vor, der aber bereits für eine marine Schneckengruppe (Turmschnecken = Turritellidae) vergeben ist. Daher wird hier der ältere und in der Literatur gebräuchlichere Name Vielfraßschnecken weiterhin benutzt.
- Familie Vielfraßschnecken (Enidae B. B. Woodward, 1903)
  - Unterfamilie Buliminusinae Kobelt, 1880
    - Gattung Adzharia Hesse, 1933
    - Gattung Buliminus Beck, 1837
    - Gattung Cyrenaeus Heller, 1971
    - Gattung Mordania Bank & Neubert, 1998 (wird in die zwei Untergattungen Mordania (Mordania) und Mordania (Iranopsis) Bank & Neubert, 1998 untergliedert)
    - Gattung Paramastus Hesse, 1933
    - Gattung Pene Pallary, 1929

  - Unterfamilie Eniinae B. B. Woodward, 1903
    - Gattung Akramovskiella Schileyko, 1984
    - Gattung Amphiscopus Westerlund, 1887
    - Gattung Amphitrorsus Kimakowicz, 1890
    - Gattung Andronakia Lindholm, 1913
    - Gattung Ayna Páll-Gergely, 2009[3]
    - Gattung †Balearena Altaba, 2007[4]
    - Gattung Bollingeria Forcart, 1940 (= Improvisa Schileyko, 1978, objektives Synonym)
    - Gattung Boninena Habe, 1955
    - Gattung Brephulopsis Lindholm, 1925
    - Gattung Caucasicola Hesse, 1917
    - Gattung Chondrula Beck, 1837
    - Gattung Chondrulopsina Lindholm, 1925
    - Gattung Chondrus Cuvier, 1817
    - Gattung Cirna Pallary, 1928
    - Gattung Clausilioides Lindholm, 1925
    - Gattung Clausiliopsis Moellendorff, 1901
    - Gattung Coccoderma Moellendorff, 1901
    - Gattung Coniconapaeus Abbes, Nouira & Neubert, 2009[5]
    - Gattung Differena Schileyko, 1984
    - Gattung Ena Turton, 1831
    - Gattung Eubrephulus A. Wagner, 1927
    - Gattung Euchondrus Retowski, 1886
    - Gattung Georginapaeus Schileyko, 1998
    - Gattung Heudiella Annandale, 1924
    - Gattung Holcauchen Moellendorff, 1901
    - Gattung Imparietula Lindholm, 1925
    - Gattung Jaminia Risso, 1826
    - Gattung Kabylia Pallary, 1928
    - Gattung Laevozebrinus Lindholm, 1925
    - Gattung Leucomastus Wagner, 1927
    - Gattung Ljudmilena Schileyko, 1984
    - Gattung Lophauchen Moellendorff, 1901
    - Gattung Mauronapaeus Kobelt, 1899
    - Gattung Mastoides Westerlund, 1896
    - Gattung Mastus Beck, 1837 (von Schileyko, 1998 nur als Untergattung von Chondrula akzeptiert)
    - Gattung Megalena Hausdorf, 1999[6]
    - Gattung Meijeriella Bank, 1985
    - Gattung Merdigera Held, 1838
    - Gattung Mirus Albers, 1850
    - Gattung Multidentula Lindholm, 1925
    - Gattung Napaeinus Hesse, 1933
    - Gattung Napaeopsis Sturany & Wagner, 1914
    - Gattung Napaeus Albers, 1850
    - Gattung Nepaliena Schileyko & Frank, 1994
    - Gattung Omphaloconus Westerlund, 1887
    - Gattung Ottorosenia Muratov, 1992
    - Gattung Peristoma Krynicki, 1833
    - Gattung Petraeomastus Moellendorff, 1901
    - Gattung Pseudochondrula Hesse, 1933
    - Gattung Pseudonapaeus Westerlund, 1887 (mit drei Untergattungen: P. (Pseudonapaeus), P. (Siraphorus) Lindholm, 1925 und P. (Aridenus) Schileyko, 1984)
    - Gattung Pupinidius Moellendorff, 1901
    - Gattung Pupopsis Gredler, 1898
    - Gattung Ramusculus Lindholm, 1925
    - Gattung Retowskia Boettger, 1881
    - Gattung Rhabdoena Kobelt &Moellendorff, 1902
    - Gattung Senaridenta Schileyko, 1978
    - Gattung Serina Gredler, 1898
    - Gattung Sesteria Bourguignat, 1884
    - Gattung Siraphoroides Schileyko, 1977
    - Gattung Spaniodonta Kobelt & Möllendorff, 1902
    - Gattung Subzebrinus Westerlund, 1887
    - Gattung Thoanteus Lindholm, 1925
    - Gattung Triangustoma Schileyko, 1984
    - Gattung Turanena Lindholm, 1922 (mit zwei Untergattungen: T. (Turanena) und T. (Asuranena) Schileyko & Moisseyeva, 1995)
    - Gattung Yakena Habe, 1955
    - Gattung Zebrina Held, 1838

Unsichere Stellung:
- Luchuena Habe, 1956

Die erst 2004 aufgestellte Gattung Borlumastus Örstan & Yildirim, 2004 ist nach Gümüş & Neubert (2012) ein jüngeres Synonym von Meijeriella Bank, 1985.

## Belege